# Юзефович Корнелій Іванович
Корне́лій Іва́нович Юзефо́вич (нар. 1726, село Парафіївка, нині селище міського типу Ічнянського району Чернігівської області — пом. після 1766, Глухів, нині Сумської області) — український співак і регент.

## Життєпис
У 1741—1750 роках навчався в Київській академії, де був солістом хору.
1751 року очолив хорову капелу гетьмана Кирила Розумовського в Глухові.